# Arnold Turboust
Arnold Turboust, né le 14 mai 1959 à Saint-Sever-Calvados (Calvados), est un musicien (claviers, basse), auteur, compositeur, interprète, et producteur de disques français.

## Biographie
Arnold Turboust passe sa jeunesse à Saint-Lô.
Son goût pour le rock underground se concrétise quand, âgé d'à peine vingt ans, il participe en jouant du clavier au premier album du groupe Marquis de Sade, Dantzig Twist (1980), ainsi qu'au single White Light/White Heat, reprise de The Velvet Underground.
Le jeune homme entre alors de plain-pied dans la scène rock de l'Ouest qui voit fleurir en 1981 Private Jokes, un groupe nantais dans lequel il officie aux claviers et à la composition. C'est à cette époque qu'il rencontre Étienne Daho. Si le groupe d'obédience cold wave se disloque rapidement, l'amitié qui unit les deux Rennais d'adoption ne fait que commencer, et débouche sur une collaboration artistique fructueuse. Arnold Turboust rejoint en 1982 le groupe Octobre, né sur les cendres de Marquis de Sade, pour l'album Next year in Asia où il assure les claviers et de nombreux arrangements. Son style si particulier transparaît déjà.
L'album La Notte, La Notte (1984) contribue au renouveau d'une pop française ravivée par des sonorités synthétiques dont Turboust est l'un des pionniers. Il y signe les titres Poppy Gene Tierney, Saint Lunaire, dimanche matin, Signé Kiko ou encore La Ballade d'Edie S et l'année suivante, commet le hit Tombé pour la France, l'un des gros succès de l'année 1985.
Au printemps 1986 sort l'album de Daho Pop Satori dans lequel Arnold Turboust signe cinq titres, dont le tube Épaule Tattoo.
En 1986 sort le single Adélaïde, qu'il chante en duo avec l'actrice Zabou Breitman. Gros succès de cet été-là, le single obtient les faveurs du Top 50, s'y classant à la 23e position.
En 1987 suit Les Envahisseurs où le chanteur se glisse dans la peau de David Vincent, en préparation au premier album solo Let's Go à Goa (1988) réalisé par l'un des producteurs de Depeche Mode, Rico Conning, dont sont extraits Margarita et Francine song (clip réalisé par Philippe Gautier). Après une réalisation pour la chanteuse Tess en 1989 (les singles Nirvana et Grain de folie), Arnold Turboust réalise le duo Quand tu es là pour Sylvie Vartan et Étienne Daho, puis compose et réalise avec Yves Calvez un album pour la chanteuse Lina Dans cinq minutes j'suis prête, qu'il retrouvera en 1998 pour un autre album Redevenir Modeste.
Fin 1993, il co-produit et arrange pour Daho Mon manège à moi, numéro 4 des ventes.
En 1994 sort son deuxième album Mes amis et moi, qui se hisse à la trentième place du réseau Ferarock et quatrième de l'ensemble des antennes Radio-France. La même année, Arnold Turboust participe au retour de Brigitte Fontaine sur le devant de la scène en co-composant avec Daho le titre Je suis conne et en co-produisant quatre titres de l'album Genre Humain (1995) ; puis il renoue avec Sylvie Vartan pour les titres Le Premier de nous deux et Quelqu'un qui m'ressemble.
En 1996, il écrit cinq titres, arrange et co-produit l'album Eden de Daho, considéré par un public de plus en plus nombreux comme son meilleur album.
En 1997, il participe à la nouvelle version d'Émilie Jolie, le spectacle créé en 1979 par Philippe Chatel (en duo avec Etienne Daho, avec une chanson dans laquelle il reprend le rôle du coq, assuré par Alain Souchon dans la première version).
En 1998, il arrange et produit deux titres pour Jacno dont le single Je Vous Salue Marie et compose sa première bande originale de film (Bécassine et le Trésor Viking, 2001), puis diverses réalisations musicales pour la télévision (TF1, Eurosport, ZDF, Paris Première, etc.).
En 2004 et 2005, Arnold Turboust confectionne deux albums pour deux nouveaux artistes : Aparté Pop pour Cédric Atlan, et Made in France pour Clémentine.
Le troisième album, fait à la maison et intitulé Toute sortie est définitive, paraît en avril 2007 et recueille les faveurs de la presse (Les Inrocks, Libération, Télérama). Un disque qui brasse divers styles, acoustique, électrique (Hillary) ou electro (French Letters), à l'image de ce dandy pop.
En novembre 2010 sort l'album Démodé, mixé par Alf Briat (Air, Phoenix, Charlotte Gainsbourg).
Publié en octobre 2016, l'album homonyme ARN OLD TUR BOU ST est salué par la critique ,,,,, et reçoit en 2019 le Grand Prix de l’UNAC.
En 2023, toujours sous la houlette de Rico Conning, le dernier album en date, Sur la photo, paraît en février, avec plusieurs duos ,,.
Arnold Turboust est actuellement Vice-Président de la SACEM (catégorie Compositeur), et de ce fait membre de son conseil d'administration,.

## Citation
« Il y a chez Arnold Turboust quelque chose de la fluidité de Trenet, du détachement de Gainsbourg, une sorte d’indulgence tendre pour autrui, exigeante pour lui-même ; un humour sans cynisme et une diversité musicale des plus plaisants. »

Françoise Sagan.

## Discographie

### Albums studio
- 1988

- 1994

- 2007

- 2010

- 2016

- 2023

### Singles
- 1986 : Adélaïde (face A) / De ma fenêtre (face B)
- 1987 : Les envahisseurs (face A) / White dreams for BB (face B)

### Remixes
- 2024 : Adélaïde (avec Plaisir de France)

### Bonus tracks
- 2009 : Les mots inutiles (cover Serge Gainsbourg)
- 2019 : Trois questions pas plus (avec Plaisir de France)

### Compilations et rééditions
- 2018 : Let's go à Goa (Edition "30ème anniversaire" inclus 7 titres bonus) (Mercury Records / Universal Music)